# أغسطس بورتر
أغسطس بورتر (بالإنجليزية: Augustus Porter)‏ هو شخصية أعمال أمريكي، ولد في 18 يناير 1769، وتوفي في 10 يونيو 1849.